# توبي مول
توبي مول (بالإنجليزية: G Toby Moll)‏ هو ضابط جنوب أفريقي، ولد في 1917، وتوفي في 30 نوفمبر 1967.